# Obnova Meidži
Obnova Meidži (japonsko 明治維新; Meidži išin, znana tudi kot samo revolucija ali obnova) je bila serija dogodkov, ki so vodili do temeljitih sprememb v politični in družbeni zgradbi do tedaj še fevdalno urejene in od večine ostalega sveta izolirane Japonske. Trajala je od leta 1866 do 1869, to štiriletno obdobje pa sega tako v pozno obdobje Edo (pogosto imenovano tudi pozni šogunat Tokugava) in v začetek obdobja Meidži. Verjetno najpomembnejše delo tujca o dogodkih med letoma 1862 in 1869, Diplomat na Japonskem, je napisal britanski diplomat sir Ernest Satow.
Ustanovitev Zveze Sačo leta 1866 med Saigom Takamorijem, voditeljem province Satsuma in Kidom Takajošijem, voditeljem gospostva Čošu, imamo za začetek obnove Meidži. Ta voditelja sta podpirala japonskega cesarja, njuni provinci sta bili zgodovinsko popolna nasprotnika, Sakamoto Rjoma pa ju je povezal z namenom zavladati šogunatu (bakufu) Tokugava in vrnitve oblasti cesarju.
Šogunat Tokugava je uradno propadel 9. novembra 1867, ko je njegov 15. šogun Tokugava Jošinobu »predal svoje posebne pravice v razpolago vladarju« in se deset dni kasneje umaknil s položaja. To je bila dejansko obnova (Taisei Hokan) cesarske vladavine, čeprav je Jošinobu zadržal dobršen del oblasti.
Kmalu zatem, januarja 1868, se je z bitko pri Toba Fušimiju začela bošinska vojna (vojna zmajevega leta), v kateri je vojska iz provinc Čošu in Satsuma porazila čete nekdanjega šoguna Jošunobija in prisilila cesarja, da je šogunu vzel vso oblast. Nekaj Jošunobijevih oddelkov je iz šogunata pobegnilo na otok Ezo (današnji Hokaido), kjer so po vzoru ameriške ustanovili Republiko Ezo, vendar jo je vojska Zveze Sačo z zmago v pomorski bitki pri Hakodate in obleganjem Hakodata že po pol leta prisilila v vdajo. Poraz vojska nekdanjega šoguna pod vodstvom Hidžikate Tošiza, je pomenil tudi konec obnove Meidži, saj se po tem porazu cesarju in njegovi vladavini ni nihče več upiral. 
Voditelji obnove Meidži so trdili, da so njihova dejanja cesarju vrnila moč, kar dejansko ni res. Ta se je zgolj premaknila iz rok šoguna Tokigave v roke nove oligarhije daimja. Ti oligarhi so bili povečini iz province Satsuma (Okubo Tošimiči in Saigo Takamori) ter iz province Čošu (Ito Hirobumi, Jamagata Aritomo in Kido Koin).

## Voditelji
Naštete osebe so bile vodilne v obnovi Meidži. Nekateri so kasneje postali japonski predsednik vlade.
- Okubo Tošimiči (1830–1878)
- Kido Takajoši (1833–1877)
- Saigo Takamori (1827–1877)
- Ivakura Tomomi (1825–1883)
- Ito Hirobumi (1841–1909)
- Kuroda Kijotaka (1840–1900)
- Matsukata Masajoši (1835–1924)
- Ojama Ivao (1842–1916)
- Saigo Cugumiči (1843–1902)
- Jamagata Aritomo (1838–1922)
- Inoue Kaoru (1835–1915)
- Saiondži Kinmoči (1849–1940)

## Učinki
Obnovo Meidži je moč imeti za pospeševalko japonske industrializacije, ki je državo vodila do položaja svetovne sile pod geslom »Narodna blaginja in vojaška moč«. 
Poleg drastičnih sprememb v družbeni strukturi Japonske je vlada v poskusu ustvarjanja močne centralizirane države, ki bi definirala njeno nacionalno identiteto, vzpostavila prevladujoče nacionalno narečje, imenovano nihongo, ki je nadomestilo lokalna in regionalna narečja in je temeljil na vzorcih govora samurajskih razredov v Tokiu. To narečje je sčasoma postalo norma na področju izobraževanja, medijev, vlade in poslovanja.
Obnova Meidži in posledična modernizacija Japonske sta vplivala tudi na japonsko samoidentiteto glede na njene azijske sosede, saj je Japonska postala prva azijska država, ki se je modernizirala po zahodnem modelu in nadomestila tradicionalni konfucijanski hierarhični red, ki je obstajal pred tem. Moderne ideje razsvetljenstva je japonska vlada sprejela zelo dosledno pri izobraževanju in ustanovila nacionalni sistem javnih šol. V teh brezplačnih šolah so učence učili branja, pisanja in matematike. Moralna in državljanska vzgoja je bila v smislu reform inovacija, saj je krepila predvsem dolžnost do cesarja in japonske države. Vsi ti dosledni ukrepi so zelo okrepili industrijske reforme, saj je bilo prej kmetijstva vajeno prebivalstvo zmožno reform.
Odpiranje Japonske po vojaškem porazu ni obsegalo le odprtja pristanišč za trgovino, ampak je začelo tudi proces kulturnih sprememb. Japonci so potovali v zahodne šole, japonska vlada je zaposlovala svetovalce in menedžerje, uvažala se je tehnologija in znanje.

### Industrijska rast
Hitra industrializacija in modernizacija Japonske sta omogočili in zahtevali ogromno povečanje proizvodnje in infrastrukture. Japonska je zgradila industrije, kot so ladjedelnice, topilnice železa in predilnice, ki so jih nato prodali podjetnikom z dobrimi povezavami. Posledično so domača podjetja postala potrošniki zahodne tehnologije in jo uporabila za proizvodnjo izdelkov, ki bi se poceni prodajali na mednarodnem trgu. S tem so se industrijske cone izjemno povečale, prišlo je do množičnega preseljevanja v industrializirajoča se središča s podeželja. Industrializacija je dodatno šla z roko v roki z razvojem nacionalnega železniškega sistema in sodobnih komunikacij.
Z industrializacijo je prišlo tudi do dviga povpraševanja po premogu. Proizvodnja se je močno povečala. Leta 1875 je Japonska proizvedla 0,5 milijona ton premoga, dvajset let kasneje desetkrat toliko in leta 1913 petdesetkrat več kot v na začetku industrializacije.

#### Povprečna letna proizvodnja in izvoz surove svile iz Japonske (v tonah)
| Leta      | Proizvodnja | Izvoz |
| --------- | ----------- | ----- |
| 1868–1872 | 1026        | 646   |
| 1883      | 1682        | 1347  |
| 1889–1893 | 4098        | 2444  |
| 1899–1903 | 7103        | 4098  |
| 1909–1914 | 12460       | 9462  |

Premog je bil potreben za parnike in železnice. Rast teh sektorjev je prikazana spodaj. Gradnja železnic je pomenila tudi velike posege v prostor. Od leta 1887 do 1904 se je zgradilo več kot 6000 kilometrov železnice, kar se lahko primerja skorajda le z gradnjo železnic v ZDA.
Cesar je spreminjal veliko nekdanjih tradicij. Samuraji so izgubili mnoge fevdalne položaje in odgovornosti, ki so prešle na državno upravo. Status burakumina je zakonsko preklican. Poleg rušenja mnogih fevdalnih zgradb in svetišč, so izginile tudi tradicije. Samuraji so morali skrajšati svoje lase, opustili pričesko chonmage.